# Бианка Мария Висконти
Вижте пояснителната страница за други личности с името Бианка.
Бианка Мария Висконти (на италиански: Bianca Maria Visconti; * 31 март 1425, замък на Сетимо Павезе, Миланско херцогство; † 23 октомври 1468, Меленяно, Миланско херцогство) от фамилията Висконти, е херцогиня на Милано от 1450 до 1468 г.

## Произход
Бианка Мария е извънбрачно и единствено живо дете на миланския херцог Филипо Мария Висконти (* 1392 † 1447) и на благородничката Аниезе дел Майно (* ок. 1411, † 1465), вероятна придворна дама на обезглавената жена на херцога – Беатриче ди Тенда. Нейни дядо и баба по бащина линия са Джан Галеацо Висконти, 1-ви херцог на Милано, господар на Милано, Верона, Крема, Кремона, Бергамо, Болоня, Бреша, Белуно и т.н., и Катерина Висконти, а по майчина – Амброджо дел Майно, пфалцграф и херцогски квестор, и Не Негри.
Момиченцето получава името Бианка, заимствано от бабата по бащина линия на Филипо Мария, последвано от името Мария, давано заради обет към Дева Мария на всички потомци на Джан Галеацо Висконти. Като дойка ѝ е назначена Катерина Меравили (понякога Мирабиля), принадлежаща към семейство от доверени придворни.
Въпреки че бащата иска син, раждането на дъщеря не е пълно разочарование за него. След като няма деца от първия си брак с Беатриче ди Тенда, Филипо Мария отправя молба към император Сигизмунд Люксембургски, чийто васал е, да може да определи за свой наследник свое извънбрачно дете. Първоначално това искане е отхвърлено от императорския двор, но след постоянно настояване от Филипо Мария императорът легитимира малката Бианка Мария през 1430 г. в замяна на дарение от 1200 дуката.

## Биография

### Брачни интриги
През 1430 г., когато изтича т. нар. „договор за кондотиерство“, херцог Филипо Мария Висконти оставя кондотиера Франческо Сфорца свободен да отиде в Лука, за да се бие срещу флорентинците. Сфорца обаче веднага се опитва да му предложи годеж. За да държи кондотиера под свой контрол, той му предлага дъщеря си Бианка Мария, която по онова време е само на 5 годинки. Нещо повече, макар че е официално легитимирано от император Сигизмунд, момичето е изключено от наследяване. Въпреки това не е изключено Висконти да е позволил на Сфорца да съзре възможността да бъде осиновен от него като негов законен наследник и следователно наследник на титлата.
Франческо Сфорца приема предложението за брак, вероятно привлечен от аванса на булчинската зестра, състояща се от земите на Кремона, Кастелацо и Боско, и Фругароло. Договорът за годеж е ратифициран на 23 февруари 1432 г. в замъка на Порта Джовия – миланската резиденция на Висконти. Андреа Висконти – генерал от Ордена на унижените, е посочен като кръстник на Бианка Мария. Присъствието на Бианка Мария и на нейната майка Аниезе на церемонията не е установено, напротив – някои свидетелства съобщават, че първото посещение на Бианка в Милано става, едва когато тя е на възраст за женене.
В следващите години, вследствие на променливите отношения между амбициозния годеник и мрачния и подозрителен баща на Бианка, последният се опитва на два пъти да разстрои годежа и да се ориентира към други кандидати. През 1434 г. напр., след „обрата“ на Франческо Сфорца, който застава на страната на папа Евгений IV, срещу когото Висконти са го пратили да се бие, бащата на Бианка се свързва с Карло Гондзага – син на маркграфа на Мантуа. Последвалият проект за годеж с Леонело д’Есте от Ферара всъщност е само заговор, който да накара Сфорца да изостави подкрепата си за Венецианската република.

### Образование
Безразлична към всички тези интриги, Бианка Мария прекарва детството и юношеството си в замъка в Абиатеграсо с майка си, в културен климат на голяма отвореност. Там тя получава по желание на баща си хуманитарна подготовка. В херцогската библиотека, инвентаризирана през 1426 г., се съхранява голямо разнообразие от произведения: наред с латинските класици има френски и провансалски текстове на художествена литература, научни и дидактически текстове, както и текстове на простонароден италиански език с голям превес на тосканските автори. Сред текстовете, достъпни за Бианка Мария, има произведения на Катоне Сако, Граматикон от херцогския секретар Пиер Кандидо Дечембрио и Imitationes rhetoricae от Фра Антонио да Ро – оратор на Филипо Мария.
Бащата и дъщерята имат не само общи литературни вкусове, а и любов към конете и изглежда, че Бианка Мария е и опитен ловец.

### Брак
Въпреки отличното си образование младата Бианка Мария има съвсем малко възможности за напускане на замъка в Абиатеграсо. Първата такава възможност ѝ се удава през септември 1440 г. Поводът е пътуване до Ферара, организирано от баща ѝ в съучастие с благородника Николо д'Есте. Херцогът желае да накара Франческо Сфорца, по онова време генерал-капитан на Венецианската република, да промени подкрепата си. Първоначално планиран за пролетта на 1438 г. – годината, в която деверът на Сфорца – Тройло ди Муро отива в Милано, за да сключи брак чрез пълномощник, бракът многократно е отлаган от самия херцог. През 1439 г. Франческо Сфорца приема нова задача от Венеция и започва военна кампания срещу Миланското херцогство. В нея той постига такива успехи, че притесненият Висконти през юли 1440 г. моли Николо д'Есте да действа като посредник за сключване на примирие. В продължение на няколко години Николо д'Есте всъщност е близък приятел със Сфорца, който прекарва част от детството си в двора на Д'Есте. Намерението на Филипо Мария е да накара Сфорца да повярва, че ще даде Бианка Мария за жена на Леонело д'Есте. Това би трябвало да подтикне кондотиера към примирие и сближаване с Милано, възобновявайки брачните преговори.
След това Бианка Мария е придружена от майка си до Павия, където се качва на бучинтора на д'Есте, на който я посрещат Джанфранческо Гондзага и Николо Д'Есте, и двамата замесени с херцога в сватбената драма. Опитът на Висконти да убеди Франческо Сфорца да смени съюзника, няма ефект и през април 1441 г. Бианка Мария е върната обратно в Абиатеграсо.
През същата година обаче във войната между Венецианската република и Миланското херцогство има преломен момент: Николо Пичинино, който е на служба на Висконти, успява да постави в затруднение Франческо Сфорца и като „награда“ иска град Пиаченца. Херцогът, изправен пред наглостта на своя капитан и свързаната с него фракция, има една от обичайните си промени в настроението: той обявява края на военните действия и праща предложение за мир и пълномощно за брак за Бианка Мария. Сфорца приема.
Сватбата се състои в Кремона на 25 октомври 1441 г. в Абатство „Сан Сигизмондо“ – мястото, избрано от самия Сфорца и предпочетено пред по-очевидната катедрала на града от съображения за сигурност. Всъщност до последния момент Франческо Сфорца не се доверява на лунатичния си тъст. Празненствата продължават няколко дни и включват разкошен банкет, няколко турнира, състезания, конно надбягване, алегорични каруци и възпроизвеждане на Катедраланата кула на Кремона (Torrazzo di Cremona), направена от традиционния кремонски сладкиш. Може би от този епизод произлиза името на турон (на италиански: torrone).

### Първи години брак
Няколко дни след сватбата (7 ноември) прищевките на миланския херцог са видни под формата на указ, който ограничава правомощията на васалите му, включително и тези на Франческо Сфорца. Опасявайки се от враждебността на своя тъст, на 23 януари 1442 г. Франческо бяга на венецианскат територия и се установява в Сангуинето. Започва нова фаза от живота на Бианка Мария – от защитената и изолирана среда на замъка до често некомфортния живот на жена на кондотиер.
През май същата година двойката е поканена във Венеция. Въпреки откритата вражда към баща ѝ приемът от дожа Франческо Фоскари и съпругата му Марина Нани е разкошен. На втория ден от посещението обаче идва новината, че Николо Пичинино събира армия, за да заплаши териториите на Сфорца в района на Марка Анкона. Сфорца иска да напусне незабавно, но застъпничеството на дожа и обещанията за помощ, съчетани с натиска на съпругата му, го убеждават да остане още два дена.
Напускайки Венеция, Бианка Мария и Франческо отиват в Йези, минавайки първо през Римини, където са гости на коварния Сигизмондо Малатеста, след това са в Градара при Галеацо Малатеста. В Йези за Бианка Мария започва неспокоен период: тя остава в замъка, докато Сфорца е начело на армията, а през 1442 г. е назначена от съпруга си за регент на марката: „Поставяме начело на цялата наша провинция нашата известна и многоуважаема съпруга Бианка Мария...ние ѝ поверяваме цялото управление на същата (провинция) заради благоразумието, справедливостта, милостта и величието на ума, добродетелите..., които нашата жена по природа и по високо образование има в изобилие...". Прави впечатление, че кондотиерът се изразява в доста хвалебствени тонове за своята 17-годишна съпруга, но след няколко месеца брак той започва да оценява нейните характерни умения и споделя политически и административни решения с нея. Хрониките от онова време съобщават за много случаи на намеса на Бианка Мария в администрирането и в дипломатическата дейност.
Ако чувството между двамата със сигурност е това на взаимно уважение и по всяка вероятност и на любов, концепцията им за съпружеска вярност е различна: ако за Бианка Мария това е абсолютна и съществена ценност, за Франческо тя има много по-малко значение. Всъщност той нехайно се отдава на извънбрачни връзки. През 1443 г., по повод на първата от тези изневери, Бианка Мария има противно на обичайното си поведение. Пиколомини разказва в своите „Коментари“, че Бианка Мария е отстранила съперничката си, която след това е мистериозно отвлечена и убита, и е забранила на Франческо да вижда сина си, роден от тази връзка – Полидоро.

### Между двама мъже
Първите години на брачния живот съвпадат с дълъг период на конфликт между баща ѝ Филипо Мария Висконти и съпруга ѝ Франческо Сфорца. Филипо Мария е ангажиран с изкривената си експанзионистична политика и с непрестанна промяна на съюзи до такава степен, че поверява армиите си на Николо Пичинино, който е вечен съперник на Сфорца. Франческо участва в конфликта с Папската държава, който води до отлъчването му през 1442 г. Това е доста трудна ситуация за Бианка Мария, която като човек с голяма лоялност, както е описано от нейните биографи, се оказва разкъсана между двете воюващи фракции.
През 1446 г. миланският херцог, вече болен и отслабнал, прави опит да се свърже отново със Сфорца. Въпреки настояването на Бианка Мария мъжът ѝ е подозрителен и предпочита да даде приоритет на защитата на своите територии, застрашени от папските войски. През март 1447 г. кондотиерът се чувства доста уверен и приема длъжността на „херцогски управител“, но за пореден път Висконти променя решението си, подозрителен и ревнив заради радостта, проявена от фракцията на Сфорца в Милано. Това се случва в същия момент, в който новият папа Николай V поисква връщането на Йези от Сфорца. За двойката това е най-лошият момент, допълнително помрачен от смъртта на Костанца – съпругата на Алесандро Сфорца, споделяла с Бианка Мария предходните години.
Франческо Сфорца приема продажбата на Йези на папата за 35 000 флоринта и тръгва със съпругата за Милано. Пътуването обаче е забавено от някои стъпки, необходими за консолидиране на бъдещите съюзи и от новината за смъртта на тъста му Висконти на 13 срещу 14 август 1447 г. Новината за смъртта на баща ѝ стига до Бианка Мария, когато е с мъжа си в старата семейна резиденция в Котиньола. Тя приема с гняв и тревога новината за плячкосването и унищожаването на имотите на Висконти в Милано.
Бианка и Франческо, придружени от 4000 рицари и 2000 пехотинци, маршируват към Кремона, когато новородената Република Амброзия, заплашена от Венеция, предлага на Сфорца титлата на Генерал-капитан. Ядосана на Милано, Бианка желае да откажат възмутено. Нейният далновиден съпруг обаче приема титлата, започвайки 3-годишен период на безскрупулни борби за защита на остатъка от херцогството и за възвръщането на градовете, отделили се от него.
През май 1448 г., докато Сфорца затвърждава повторното завладяване на Павия, която му предлага титлата „Граф“ в замяна на поддържането на някои общински привилегии, се случва епизод, на който тогавашните хронисти обръщат голямо внимание. Венецианците се възползват от отсъствието на Сфорца, за да атакуват Кремона и по-специално да преминат моста и да стигнат до Павия. Бианка Мария облича парадна броня и се втурва, последвана от хората и войските, към моста, въоръжена с копие и активно участваща в битката, продължила до вечерта. Този епизод, който остава уникален в живота на Бианка Мария, по-късно е използван, за да я опише несправедливо като войн и безразсъдна жена.
Предотвратила венецианската опасност, тя се мести в Павия и се установила в Замъка на Висконти, заобиколена от голяма група свои роднини и роднини на съпруга ѝ. Там, в очакване на третото си дете, Бианка Мария се грижи за семейството, но също така установява гъста мрежа от взаимоотношения с различните членове на клоновете на семейство Висконти и с местните феодални господари, предоставяйки на съпруга си нова подкрепа и преговори за получаване на заеми и финансови средства. Финансовите затруднения, преследвали двойката в миналото, продължават дори в периода на херцогството.
На 24 февруари 1450 г. в Милано избухват безредици. Посланикът на Венеция е убит, отговорен за глада, сполетял града, а събранието на знатни лица, благородници и граждани, по съвет на Гаспаре да Вимеркате, призовава Сфорца да управлява града. Милано, както изтъкват много историци от онова време, се предава „от глад, а не от любов“.

### Херцогиня на Милано

#### Встъпване на власт
Датата на влизане на новите херцози в Милано е противоречива: някои историци твърдят, че това е 25 март, а според други това е 22 март. Описанието на пристигането на двойката в града, от друга страна, е недвусмислено: съпрузите минават през Порта Нуова, където отказват триумфалната колесница, считайки я за „кралско суеверие“, и влизат на кон, тръгвайки към Миланската катедрала и след това към двора на Аренго. Там, след произнасянето на назначението, на Франческо Сфорца са дадени скиптърът, знамето, разделено на 4 квадрата с усойницата на Висконти и императорския орел, печатът, мечът и ключовете на града. Сфорца е инвестиран с новото си господарство с клетвата на кметовете и прокуратурите на общината: това е може би първият случай на херцогска титла, дадена от хората.

#### Първи години на херцогство
Началото на регентството на Франческо Сфорца се характеризира с интензивна дипломатическа дейност, насочена към укрепване на крехката основа на неговата власт, която мнозина смятат за незаконна. Унищожаването на херцогските архиви през периода на републиката предизвиква много объркване, на дневен ред са повече или по-малко законови претенции за власт и собственост. Междувременно Бианка се посвещава на откриването на имотите на баща си, изгубени по време на грабежа, и на ремонта на херцогския дворец, в който да настани голямото си семейство.
В първите години на регентството на Франческо Сфорца на посещение при него идва император Фридрих III. Освен това Венеция провежда нова военна кампания срещу Милано. Оставайки в Милано в отсъствието на съпруга си, участващ във военни операции, Бианка Мария се посвещава на административни и дипломатически дейности. Тя следи многобройните интриги и предателства на различните персонажи, гравитиращи около херцогския двор. Бианка се занимава с ежедневието, както се вижда от голямата кореспонденция (съхранявана частично в Държавния архив на Милано) между нея и съпруга ѝ, пълна с новини за образованието на децата, държавната администрация, постоянните финансови затруднения и детайлите от ежедневието. При раждането на четвъртото им дете Бианка пише на съпруга си, молейки го „да помисли да му даде красиво име, отчасти за да компенсира фигурата на детето, което е най-грозно от всички останали“ (описвайки този, който ще стане известен като Лудовико „Мавърът“). От кореспонденцията между двамата, от една страна, непрестанно е видно уважението на Сфорца към „Мадона Бианка“, а от друга – решителният характер на Бианка, която макар да следва указанията на съпруга си, няма никакви притеснения да изразява мнението си, когато то се различава от това на съпруга ѝ: „във всичко съм готова да направя каквото ви харесва... но това нещо да го направя ми се струва толкова сериозно... и поради все повече причини не ми се струва добре да бъде направено..." В кореспонденцията не липсват груби и бурни тонове след изневерите на Сфорца: „Мадона Бианка ми каза онези неща, които жените казват на съпрузите си“, обяснява той примирено.
Друга широка кореспонденция е тази между майката на Бианка – Аниезе дел Майно и Франческо Сфорца, пълна с шеговити подробности. В нея бабата сее похвали за внуците си, и по-специално за този, който ѝ е любим – Галеацо Мария Сфорца. Този неин ентусиазъм към Галеацо не е споделян напълно от баща му, който вече е имал възможност да осъзнае арогантния характер на наследника.
През 1452 г. Бианка се грижи да приеме и подслони Рене Анжуйски в Павия, който е на път за Кремона, за да се присъедини към Сфорца с армията си. Краткият престой се характеризира с ексцесиите на френските войски в Павия и с изненадващото посещение на Рене в Милано. Бианка го приема отново (но се оплаква на съпруга си, защото са я хванали като „глупачка“) и му показва строителната площадка на Замъка на Сфорците, който е силно желан от Сфорца.

#### Зрели години
С годините херцогинята, особено в периода на мир след Мирния договор от Лоди, не е ангажирана само с дипломатически и ежедневни дейности. Всъщност тя се посвещава на възстановяването и украсяването на херцогските резиденции, на организирането на приеми и банкети, но също така и на изграждането на комунални услуги и на подпомагане на най-бедните слоеве от населението, особено на жените. Има многобройни свидетелства за малтретирани жени, които са се обърнали към нея за разрешаване на проблема. Бианка Мария и Франческо Сфорца, насърчени от монсеньор Габриеле Сфорца и от монаха Микеле Каркано, карат да се построи голяма болница за бедните в Милано – Голямата болница (Ospedale Maggiore, съществуваща и до днес).
Отдадеността на Бианка Мария се проявява и през 1459 г., когато папа Пий II свиква Съвета в Мантуа с надеждата да организира кръстоносен поход срещу Османската империя. Бианка предлага контингент от 300 пехотинци, а Франческо Сфорца, който пристига в Мантуа по-късно, предлага да ръководи кръстоносния поход. Походът не се състои, но двойката се връща в Милано с индулгенции в полза на Миланската катедрала и Голямата болница. Пиколомини прави подробно описание на това събитие, както и на херцогската двойка, в своите „Коментари“.
През 1462 г. Франческо Сфорца, който от известно време страда от подагра и воднянка, преминава през кратък период на сериозно заболяване. При това обстоятелство само интензивната кореспонденция на Бианка Мария предотвратява разпадането на държавата. Новината за болестта на мъжа ѝ подхранва поредица от бунтове, отчасти подпалени от Венеция, която е готова да се намеси, за да се противопостави на коалицията между Милано, Флоренция и Неапол, желана от Сфорца. Дори има сближаване с Якопо Пичинино, син на Николо Пичинино. Якопо проявява силно уважение към Бианка Мария и то до такава степен, че е организиран бракът му с Друзиана Сфорца – извънбрачната дъщеря на Франческо.
От друга страна, притесненията за сина им Галеацо не престават. В допълнение към обезпокоителните характеристики на характера на младежа е и развалянето на годежа му с Доротеа Гондзага. Договорът за този брак е сключен по времето, когато подкрепата на Гондзага е била жизненоважна за Миланското херцогство. Същият брак обаче по-късно е счетен за твърде малко престижен за Сфорца. Разкъсването на връзката е един от контрастите, които нарушават хармонията на херцогската двойка: гордата Бианка Мария не иска да наруши думата си, докато Франческо надделява поради държавни причини. Наред с други неща Бианка Мария е свързана с Барбара Гондзага, маркиза на Мантуа и майка на Доротея, чрез интензивно и трайно приятелство.

#### Финални трагедии
Може би съзнавайки предстоящия край, Франческо все повече включва Бианка Мария в управлението на херцогството. Кастеланите също се заклеват в лоялност към нея, което я прави официално сърегентка. В зората на 1465 г., в период на мир и когато славата на съпруга ѝ като опитен дипломат и проницателен политик е на върха, трима от синовете ѝ напускат Милано: Галеацо Мария заминава за Франция, за да оглави военна експедиция в помощ на крал Луи XI, а дъщеря ѝ Иполита Мария и синът ѝ Сфорца Мария отиват в Неапол, за да се оженят съответно за Алфонсо II Неаполитански и за Елеонора Арагонска. В същия период полусестра им Друзиана също заминава за Неапол, за да се присъедини към съпруга си Якопо Пичинино. Двойният брак обаче рискува да се обърка поради епизод, който прави връзките с неаполитанския двор бурни: Сфорца всъщност е обвинен в съучастие в смъртта на Пичинино в затвора на Неапол.
В допълнение към загрижеността за здравословното състояние на съпруга ѝ и за нарастващите конфликти между него и най-големия им син Галеацо Мария, Бианка Мария е поразена от друга сериозна загуба: на 13 декември 1465 г. умира майка ѝ Аниезе. Едва няколко месеца по-късно, на 8 март 1466 г., умира ѝ съпругът ѝ Франческо. След като се отдава на мъка в продължение на няколко дни, вдовицата бързо поема юздите на херцогството, кара да извикат най-големия ѝ син и организира подготовката за наследяването.
Първоначалното отношение на Галеацо е на благодарност и уважение към майка му, която полага всички усилия, за да го насочи към продължаване на политиката на баща му. Но щом се почувства по-уверен в ролята, новият херцог започва да върви по своя път с алчността, арогантността и непостоянството, които го характеризират. Скоро сблъсъкът с майка му става ожесточен, особено след като голяма част от двора по очевидни причини застава на негова страна.
През 1467 г., със смъртта на 17-годишната Доротеа Гондзага, е проправен път за брака между Галеацо Сфорца и Бона Савойска. Новият херцог маневрира все повече, за да доведе майка си до второстепенна роля: той заплашва последните лоялни на нея придворни, нарушава кореспонденцията им и накрая нарежда на майка си да напусне града. По-късно Антонио да Трецо, посланик на Сфорца в Неапол, разкрива, че Бианка Мария е мислила „да се появи на площада и да поиска помощта на хората“. Обект на спора става по-специално град Кремона – толкова скъп за Бианка град, че накрая тя решава да се премести там, за да запази независимостта му. Има свидетелства от онова време, които потвърждават, че Бианка Мария е имала намерение да остави господството над града на Венеция, а през същия период тя има чести контакти с Фердинандо I – крал на Неапол за свалянето от власт на Галеацо Мария.

#### Последни дни
Въпреки противното мнение на всички близки до нея, Бианка Мария решава да присъства на сватбата на най-големия си син на 7 юли 1468 г. В края на тържествата тя придружава дъщеря си Иполита по пътя към Неапол през Генуа, нагоре към Серавале и след това обратно към Кремона. Причината за спирането ѝ в Меленяно, където пристига на 18 август, е несигурна, но след няколко дни я поразява силно неразположение с висока температура, което я принуждава да прекара там август и септември. През този период все ще има интензивна кореспонденция, но в началото на октомври състоянието ѝ рязко се влошава.
Призован от новината, на 19 октомври Галеацо отива при майка си в Меленяно. Макар че пред нея той се показва с разбито сърце, той побърза да състави протест, в който заявява, че не поема върху себе си дълговете и ангажиментите на майка си, натрупани по време на нейното управление.
Бианка Мария Висконти Сфорца умира на 43-годишна възраст в Меленяно. Според историците датата е 23 октомври, а според най-близката ѝ довереница е 28 октомври 1468 г., след като Бианка е поверила най-малките си деца – Елизабета и Отавиано, на първородния си син. Тя е погребана в Миланската катедрала до съпруга си след тържествена церемония. Погребалната реч, поръчана от Галеацо, е написана от поета и хуманист Франческо Филелфо.
Галеацо Мария е обвинен открито от мнозина, сред които и Бартоломео Колеони, че е отровил майка си. Историкът Бернардино Корио потвърждава, че тя е била по-скоро оттовена, отколкото да е умряла от естествена смърт. По време на седмиците на болестта ѝ в Меленяно има интензивно идване и заминаване на посланици на сина ѝ, сред които има и подозрителни лица, които по-късно са замесени в други случаи на отравяне. Следователно хипотезата за майцеубийство, макар и да не е доказана, звучи правдоподобно.

## Брак и потомство
∞ 24 октомври 1441 в Кремона като втора съпруга за Франческо I Сфорца (* 23/24 юли 1401, Сан Миниато, провинция Пиза; † 6 или 8 март 1466, Милано, Миланско херцогство), кондотиер, херцог на Милано (1450 – 1466), основател на династията Сфорца. Той получава като зестра Понтремоли и Кремона и обещанието да стане наследник на херцогството. От него има шест сина и две дъщери:
- Галеацо Мария Сфорца (* 24 януари 1444, Фермо; † 26 декември 1476, Милано, убит), 5-и херцог на Милано (1466 – 1476), ∞ 6 юли 1468 за Бона Савойска (* 10 август 1449, † 17 ноември 1503), дъщеря на херцог Лудвиг Савойски и съпругата му Анна дьо Лузинян (1419 – 1462), от която има двама сина и две дъщери. Има и двама сина и две дъщери от любовницата си Лукреция Ландриани, както и двама сина от любовницата си Лучия Марлиани
- Иполита Мария Сфорца (* 18 март или април 1445, Йези; † 19 август 1488, Неапол), херцогиня-консорт на Калабрия; ∞ 10 октомври 1465 в Милано за Алфонсо II Неаполитански (4 ноември 1448, Неапол; † 19 ноември 1495, Месина), крал на Неапол, от когото има двама сина и една дъщеря
- Филипо Мария Сфорца (* 22 декември 1449, Павия; † 1 октомври 1492), ∞ вероятно за Констанца Сфорца, дъщеря на Бозио I Сфорца, граф на Котиньола и Санта Фиора, сеньор на Кастел'Аркуато, от която има една дъщеря
- Сфорца Мария Сфорца (* 18 август 1451, Виджевано; † 28 юли 1479, Варезе Лигуре), херцог на Бари
- Лудовико Мария Сфорца „Мавърът“ (* 27 юли 1451, Виджевано или 3 август 1452, Милано; † 27 май 1507, Замък Лош, Кралство Франция), 7-и херцог на Милано (1494 – 1499), ∞ 17 януари 1491 в Павия за Беатриче д’Есте (* 29 юни 1475, † 2 януари 1497), принцеса на Ферара, херцогиня-консорт на Бари и на Милано, дъщеря на Ерколе I д’Есте, херцог на Ферара, Модена и Реджо, и съпругата му принцеса Елеонора Арагонска, от която има двама сина. Има и множество извънбрачни деца от различни любовници, всичките припознати.
- Асканио Мария Сфорца (* 3 март 1455 или 1455, Кремона, † 28 май 1505, Рим), кардинал (1484 – 1505)
- Елизабета Мария Сфорца (* 10 юни 1456, † 1 септември 1472), маркграфиня-консорт на Монферат, ∞ 18 юли 1469 за Вилхелм VIII Палеолог, маркграф на Монтферат (* 19 юли 1420, † 27 февруари 1483 в Казале Монферато), от когото има две дъщери
- Отавиано Мария Сфорца (* 30 април 1458, † 25 май 1477), граф на Лугано

Според някои източници имат още две деца, починали скоро след раждането. Вероятно първото може да бъде поставено между Иполита и Филипо, а второто – между Лудовико и Асканио.
- Децата на Бианка Мария
- Галеацо Мария
- Иполита Мария
- Лудовико Мария Мавърът
- Асканио Мария
- Отавиано Мария

## Любопитно
От счетоводен документ на двора на Есте става ясно, че по време на престоя на Бианка Мария в двора на Ферара на художника Якопо да Сончино, известен като Саграморо, е поръчано да създаде 14 миниатюри. Фактът, че Саграморо е бил известен художник на карти за игра, съчетан със страстта към таро, която младата Бианка Мария Висконти е наследила от баща си (едно от историческите тестета е това на таро Висконти-Сфорца), е породил хипотезата, че именно тя е въвела триумфите в традицията на таро.